# 李香凝
李香凝（英語：Shannon Lee，1969年4月19日—），武打巨星李小龙之女，電影演員。

## 生平
1969年4月19日，李香凝於加利福尼亞州聖莫尼卡的聖莫尼卡加州大學洛杉磯分校醫療中心出生，祖籍廣東順德。
1973年李小龍去世時，她只有4歲，對於父親的印象都是後来從照片和電影以及媽媽、哥哥李國豪的回憶中得到。她的身份使她有一定的壓力，所以在美國上大學時選讀了演藝專業，並在父親生前好友的幫助下苦練武。
在洛杉磯電視台做過短期節目主持之後，1998年，便飛回香港參加由嘉禾公司投資的《渾身是膽》的拍攝工作，這也是她第一部動作片。同年还参演了《刀锋战士》。2007年，以制片人的身份拍摄了央視电视剧《李小龙传奇》。

## 引起公眾關注的訴訟案
2019年，李香凝向中國內地「真功夫」快餐店集團索償，由於該集團使用酷似李小龍形象商標作招徠時間長達15年，被Bruce Lee Enterprises, LLC（李小龍有限責任公司）訴至上海二中院。
2019年，《好莱坞往事》，李小龙在影片中角色争议问题，李香凝以此向中国国家电影局提出上诉，要求进行修改。中国博纳电影发行公司随后同塔倫提諾商定重剪一个版本，但最終仍破局，影片于2020年在网络影音平台爱奇艺播放。

## 影視作品
| 年份 | 名稱                                 | 備註       |
| ---- | ------------------------------------ | ---------- |
| 1993 | 李小龍傳 Dragon: The Bruce Lee Story | 演員       |
| 1994 | 死亡擂台                             | 演員       |
| 1997 | 高压重犯                             | 演員       |
| 1998 | 浑身是胆(1998)                       | 演員       |
| 1998 | 刀鋒戰士 (電影)                      | 演員       |
| 2000 | 異體大反撲                           | 演員       |
| 2008 | 李小龙传奇                           | 電視劇監製 |

## 出版作品
2020《Be Water，My Friend 似水無形，李小龍的人生哲學》(原文書名：Be Water, My Friend: The Teachings of Bruce Lee)

## 外部連結
- 李香凝在互联网电影资料库（IMDb）上的資料（英文）